# 斯里皮·弗洛伊德
埃里克·奥古斯塔斯·弗洛伊德（英語：Eric Augustus Floyd，1960年3月6日—），美国NBA联盟前职业篮球运动员。他在1982年的NBA选秀中第1轮第13顺位被新泽西篮网选中。